# Tărtăria, Alba
Tărtăria (lb. maghiară: Alsótatárlaka) este un sat în comuna Săliștea din județul Alba, Transilvania, România.
Aici au fost descoperite, în 1961, celebrele tăblițe de la Tărtăria, care sunt considerate între primele mărturii din istoria umanității despre utilizarea scrierii. După cum au confirmat testele, acestea sunt cele mai vechi scrieri descoperite din lume, însă nu sunt recunoscute.

## Imagini

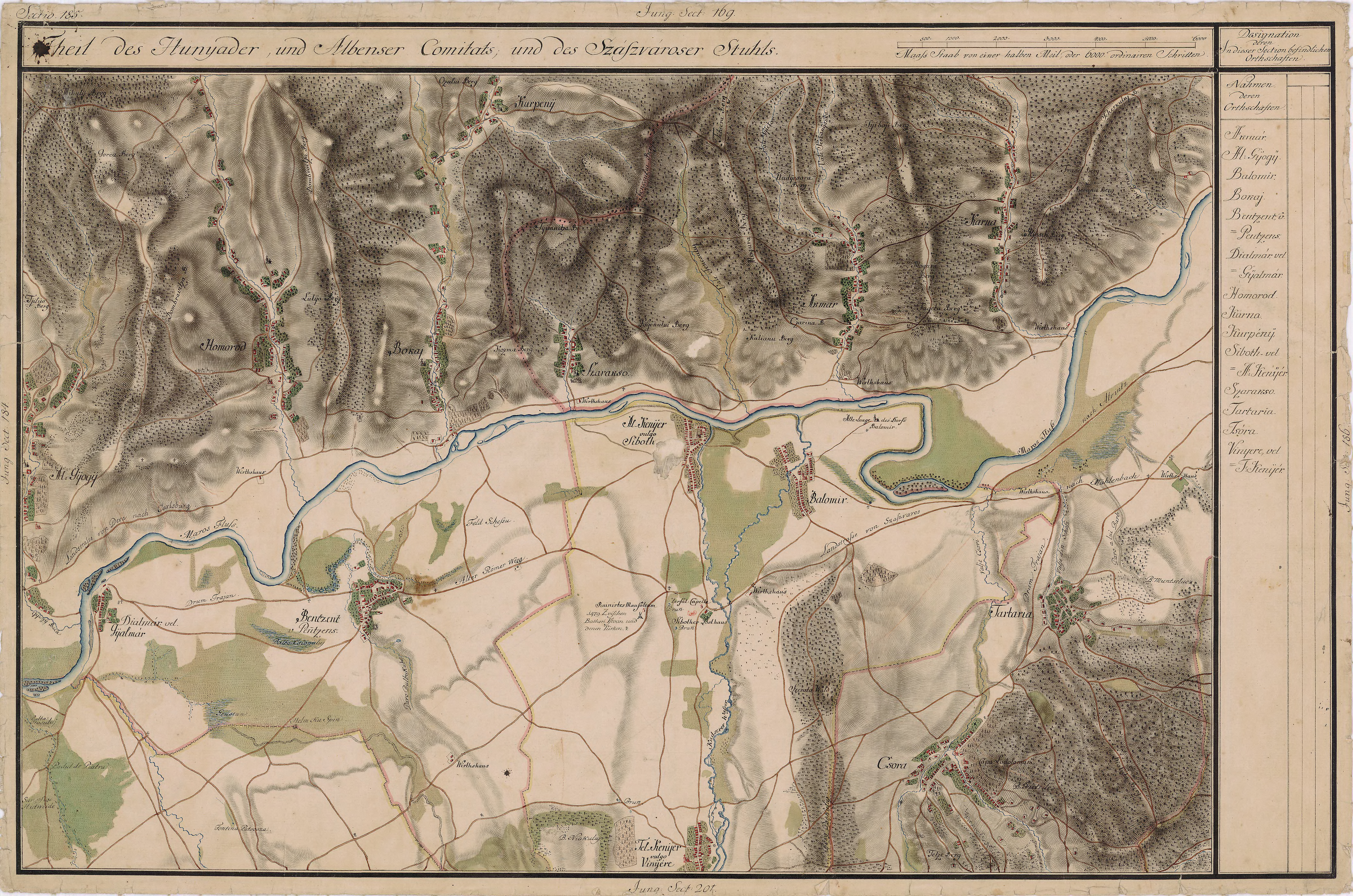
Tărtăria pe Harta Iosefină a Transilvaniei, 1769-1773
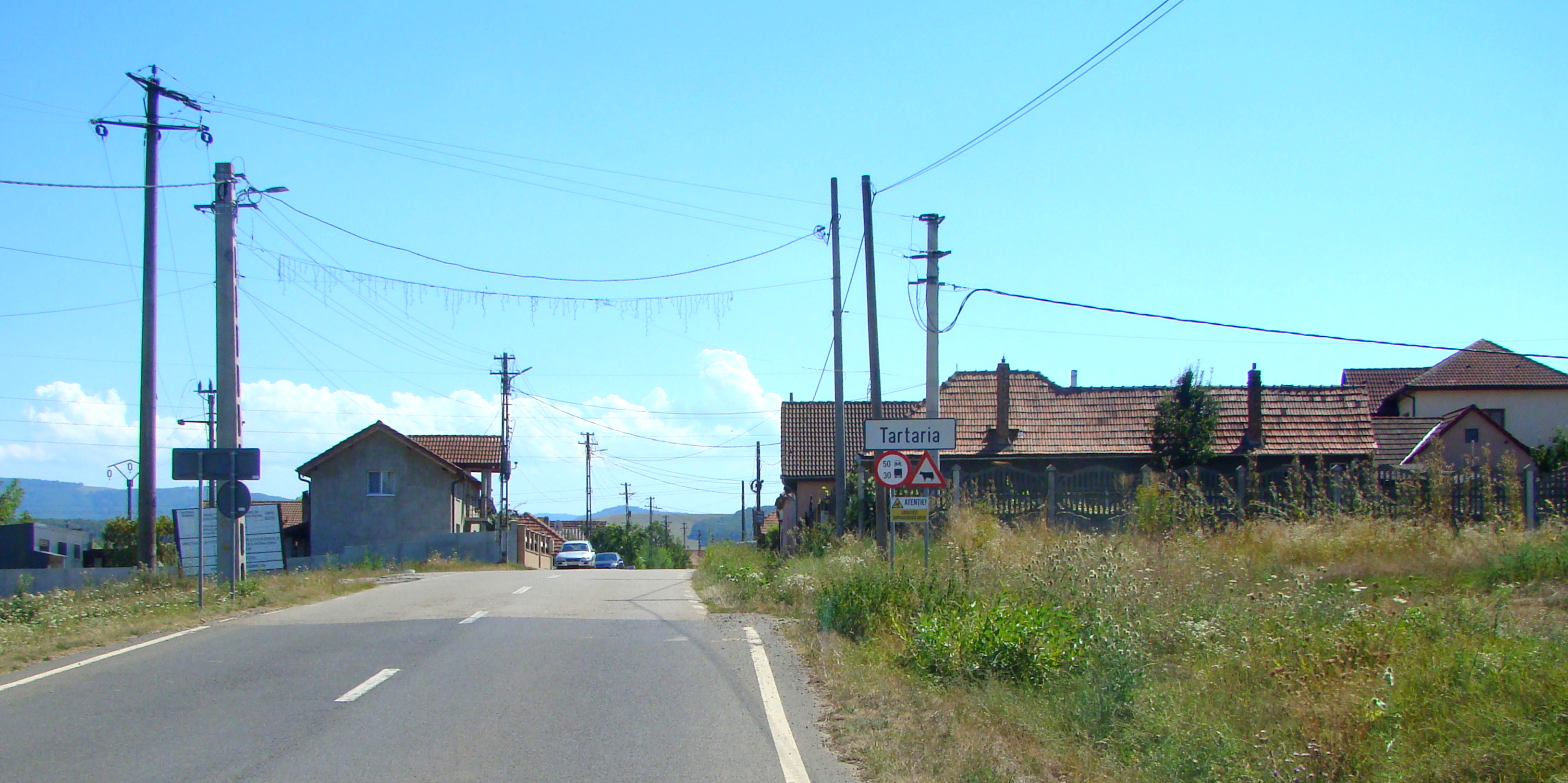
Intrarea în localitate
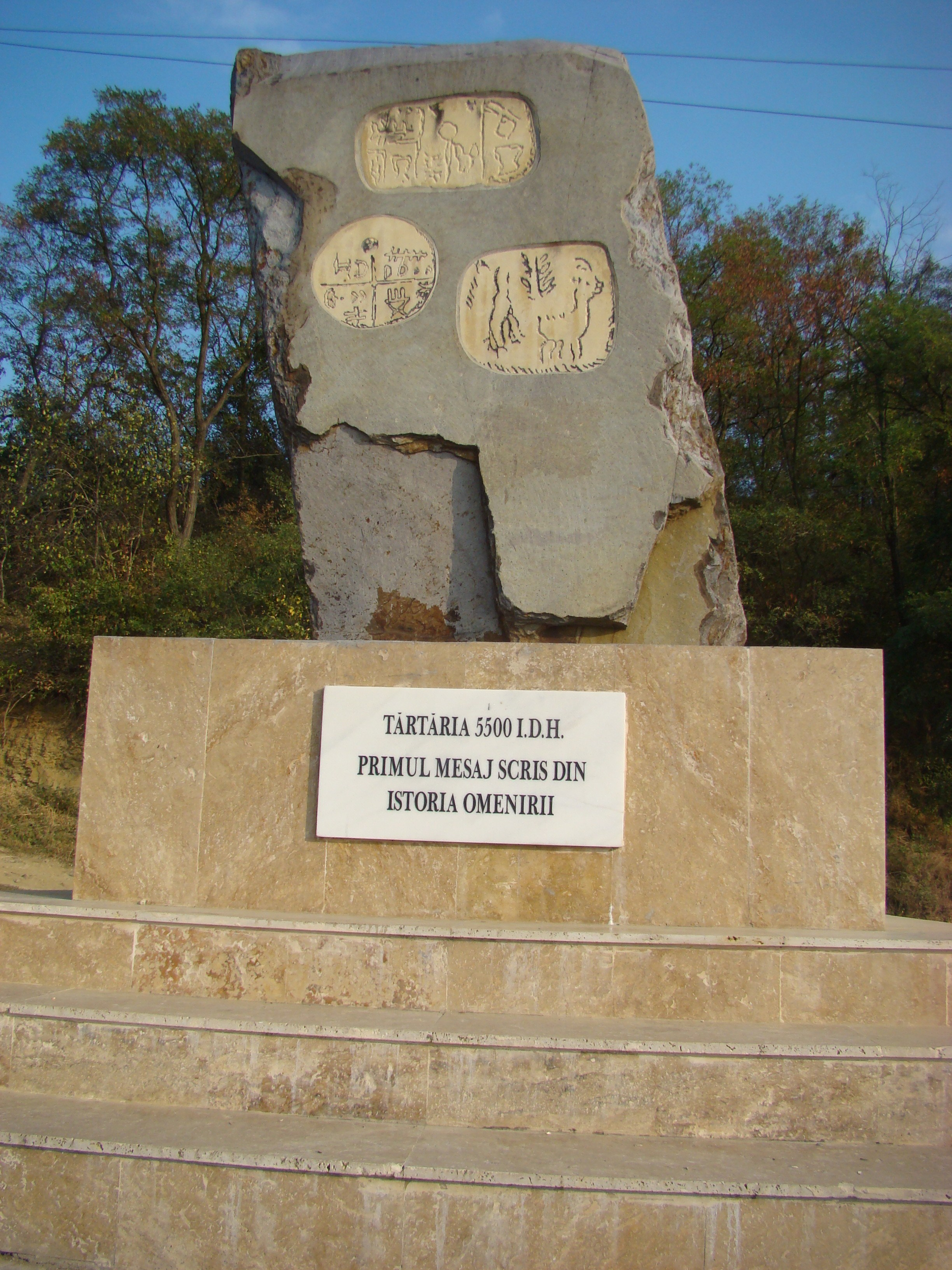
Tăblițele de la Tărtăria
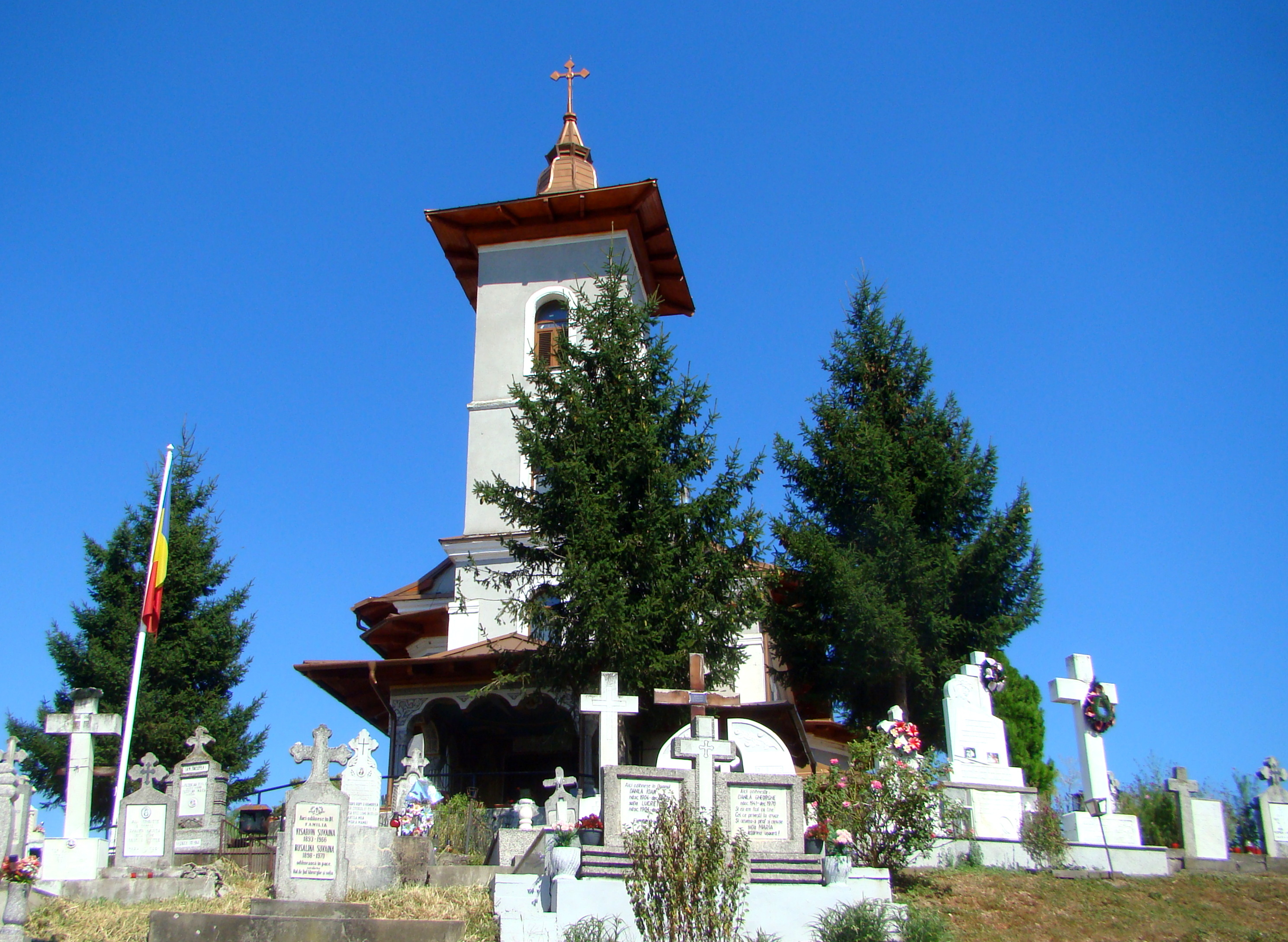
Biserica Buna Vestire
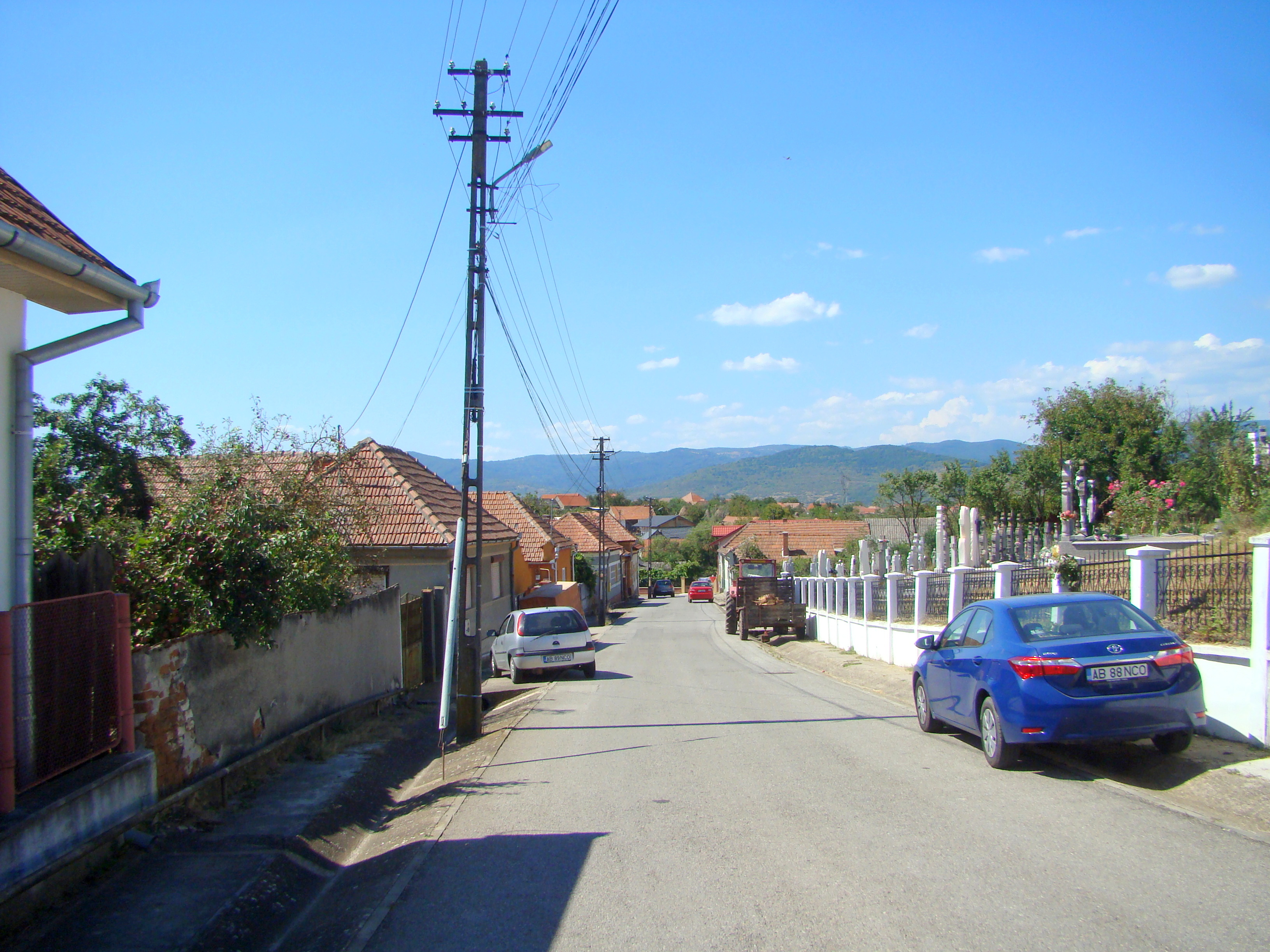
Troița
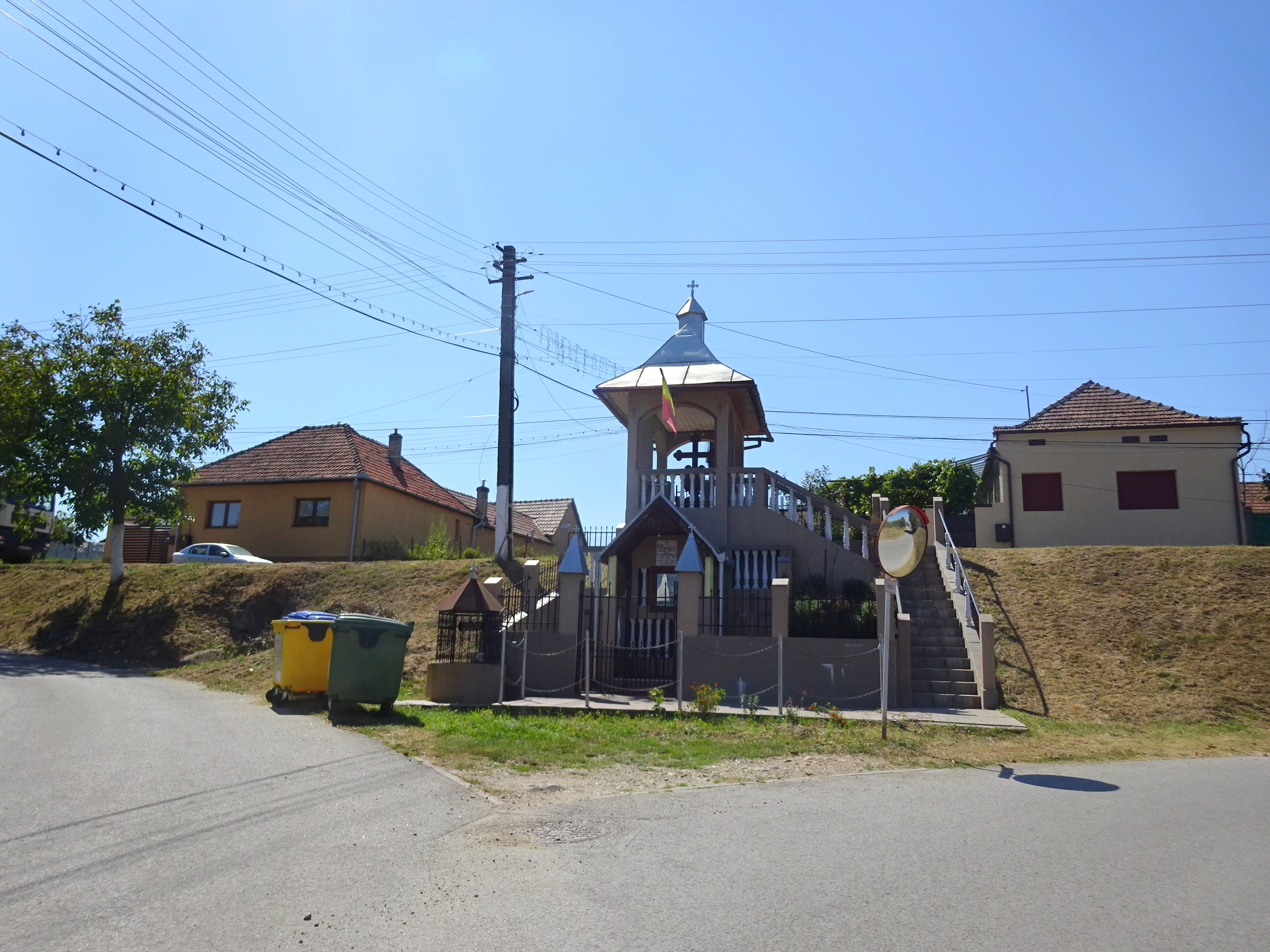
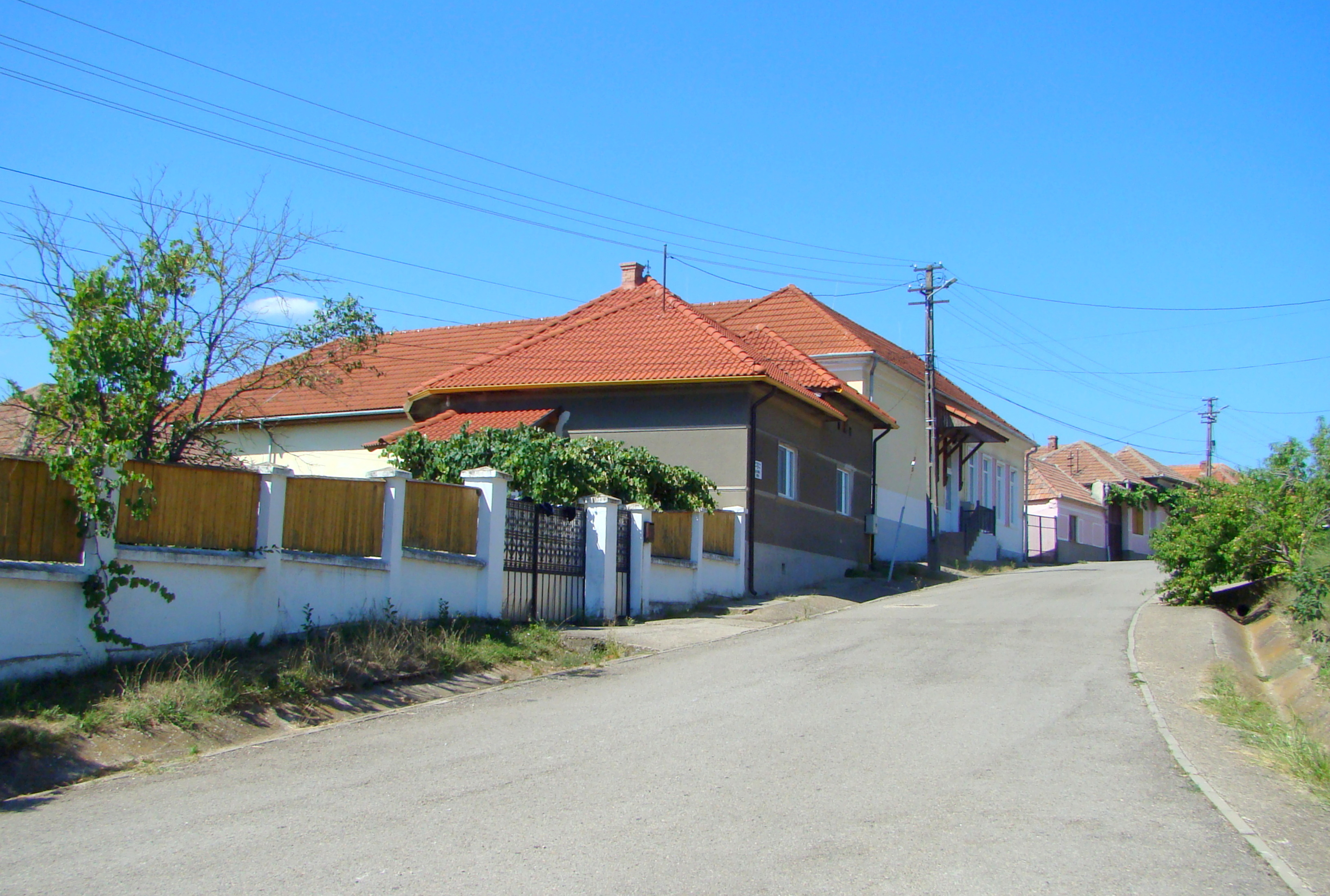
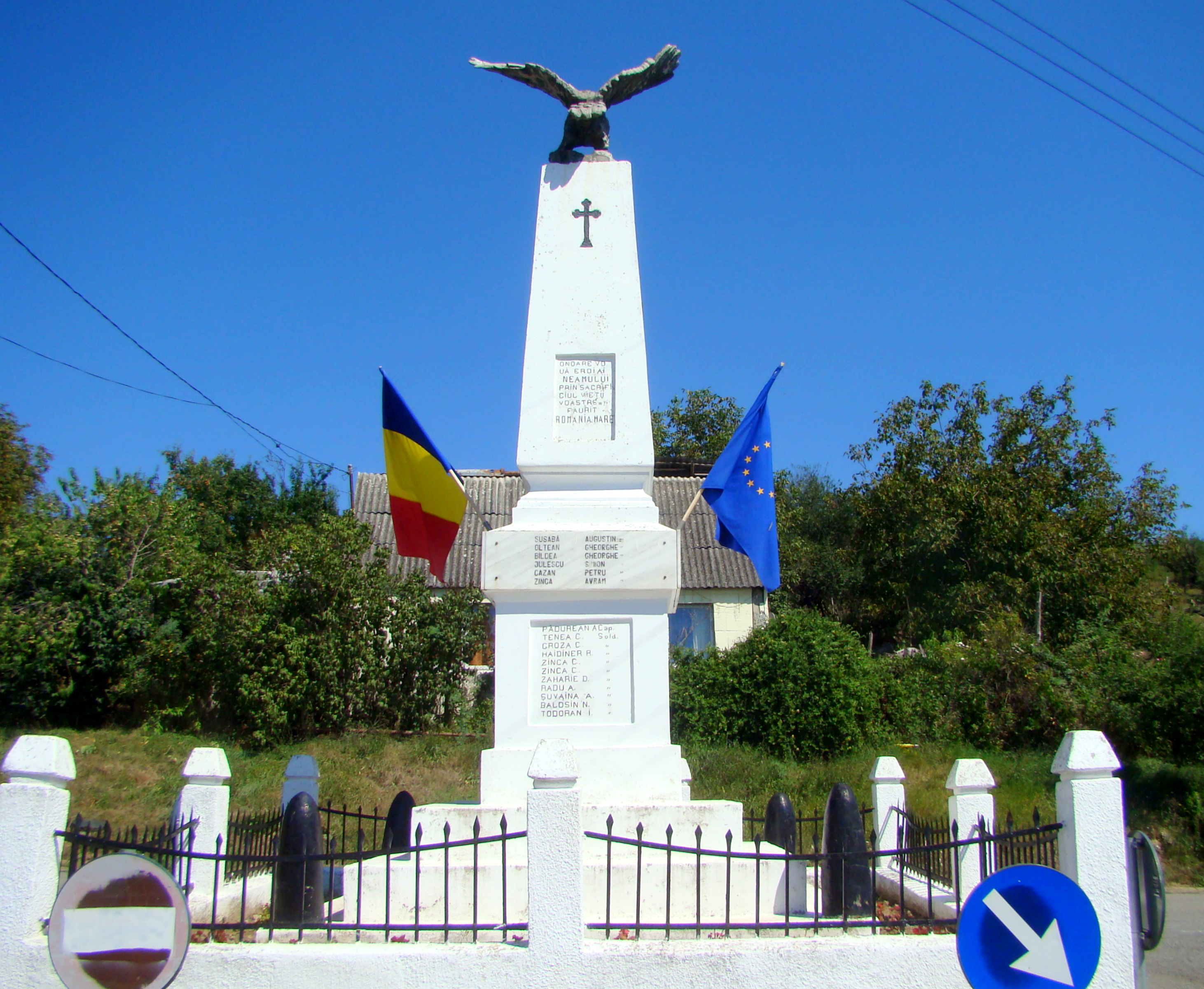
Monumentul eroilor din Tărtăria
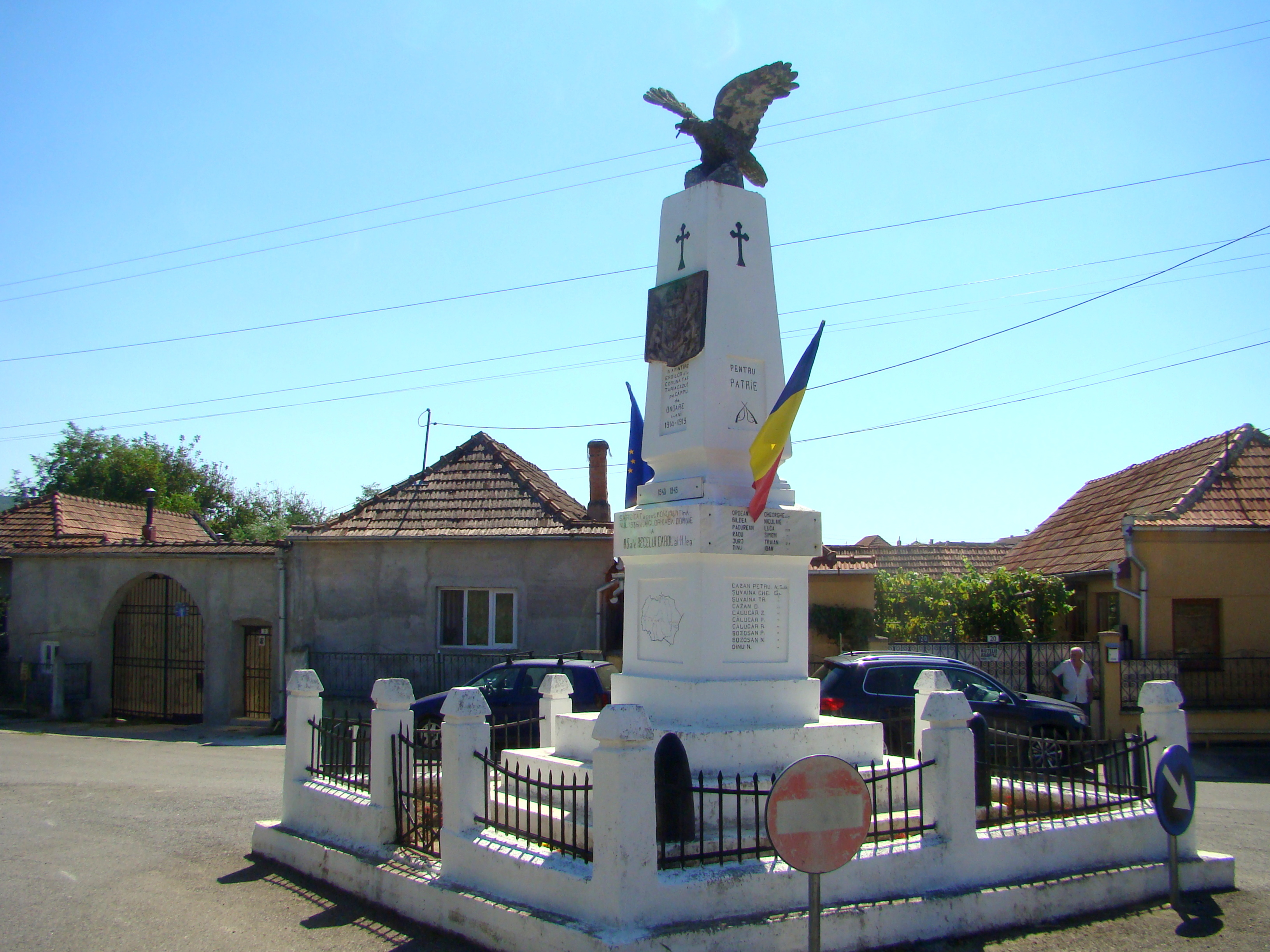
Monumentul eroilor din Tărtăria
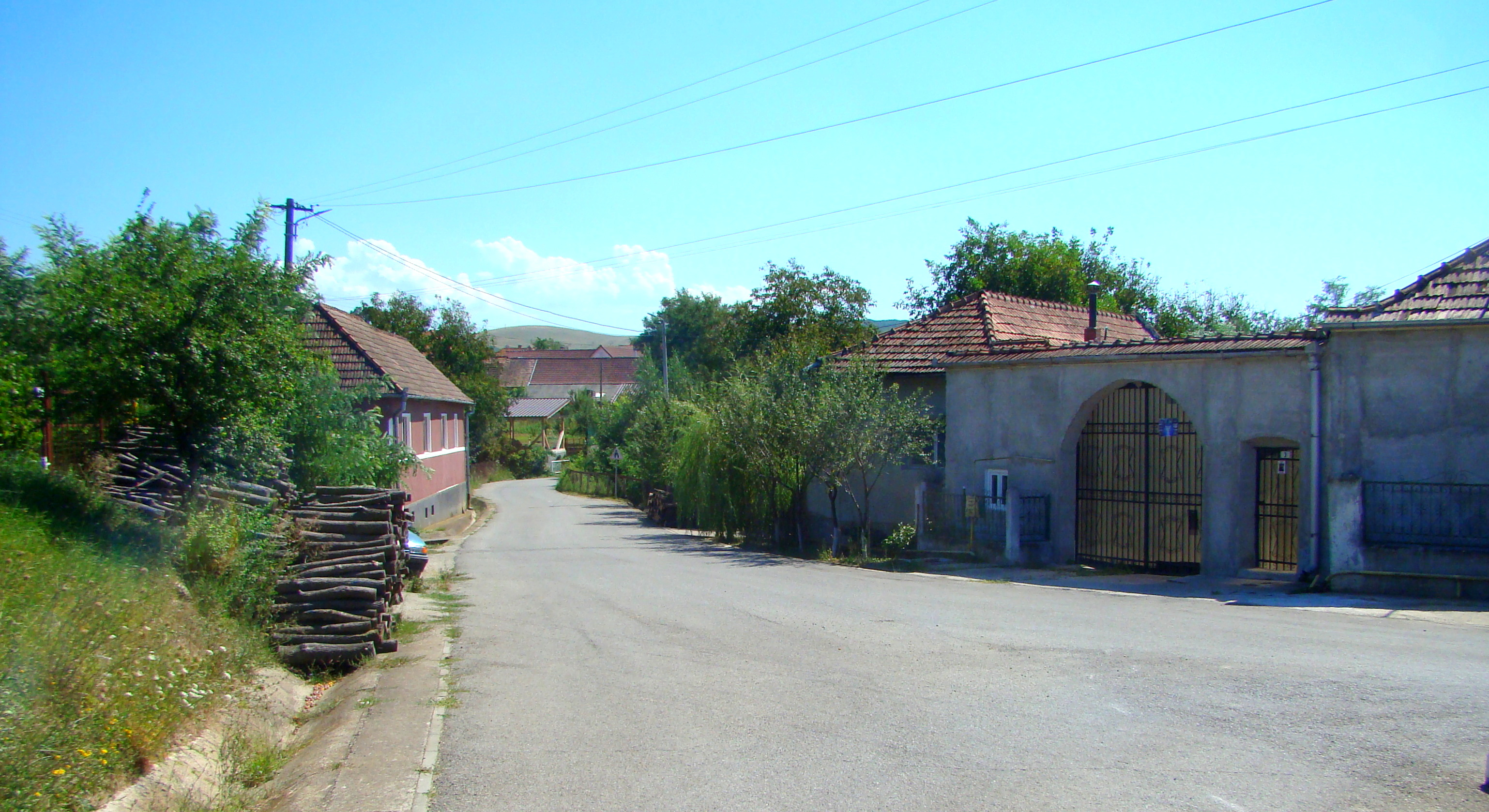